# 珊瑚苣苔属
珊瑚苣苔属（学名：Corallodiscus）是苦苣苔科下的一个属，为多年生草本植物。该属共有18种，分布于喜马拉雅至印度支那。